# Women’s Regional Handball League
Women’s Regional Handball League (WRHL), (hrv. Ženska regionalna rukometna liga) je rukometna liga za žene osnovana 2008. godine koja se igra na području srednje i jugoistočne Europe. Trenutno u njoj nastupa 9 klubova iz Slovenije, Hrvatske, Crne Gore i Makedonije. U prijašnjim izdanjima su nastupale i ekipe iz Austrije, Bosne i Hercegovine i Srbije. Klubovi sudionici nastupaju također i u svojim nacionalnim prvenstvima, i to kroz cijelu sezonu, ili se priključe završnici prvenstva.

## Sudionici 2013./14
- Danilovgrad, Danilovgrad
- Budućnost, Podgorica
- Podravka Vegeta, Koprivnica
- Samobor, Samobor
- Lokomotiva, Zagreb
- Metalurg, Skoplje
- Vardar SCBT, Skoplje
- Krim Mercator, Ljubljana
- GEN-I, Zagorje

## Prvaci
2008./09.  Podravka Vegeta Koprivnica
2009./10.  Budućnost Podgorica
2010./11.  Budućnost Podgorica
2011./12.  Budućnost Podgorica
2012./13.  Budućnost Podgorica
2013./14.  Budućnost Podgorica

## Poveznice
- službena stranica